# Copa Intertoto de la UEFA 1999
La Copa Intertoto de la UEFA 1999 fue la edición número 5 de la competición. Juventus, West Ham United y Montpellier fueron los campeones.

## Primera Ronda
| Local ida              | Resultado Global | Local vuelta       | Ida | Vuelta |
| ---------------------- | ---------------- | ------------------ | --- | ------ |
| Vålerenga I.F.         | 1–2              | Ventspils          | 1-0 | 0-2    |
| Spartak Varna          | 1–8              | Sint-Truidense     | 1-2 | 0-6    |
| Polonia Warszawa       | 4–0              | Tiligul Tiraspol   | 4-0 | 0-0    |
| Pobeda                 | (p.) 4–4         | OD Trencin         | 3-1 | 1-3    |
| Rudar Velenje          | (v.) 2–2         | Halmstads BK       | 0-0 | 2-2    |
| Herfølge Boldklub      | 0–4              | MŠK Žilina         | 0-2 | 0-2    |
| FCM Bacău              | 0–2              | Ararat Yerevan     | 0-1 | 0-1    |
| Lokomotiv-96 Vitebsk   | 3–4              | Varteks            | 1-2 | 2-2    |
| Union Luxembourg       | 1–7              | Vasas              | 1-3 | 0-4    |
| Shelbourne             | 0–2              | Neuchâtel Xamax    | 0-0 | 0-2    |
| Ceahlăul Piatra Neamţ  | 2–0              | Ekranas            | 1-0 | 1-0    |
| Hradec Králové         | 1–1 (p.)         | Gomel              | 1-0 | 0-1    |
| Hrvatski Dragovoljac   | 1–2              | Newry City         | 1-0 | 0-2    |
| Maccabi Haifa          | 2–2 (v.)         | Qarabağ            | 1-2 | 1-0    |
| Cementarnica 55 Skopje | 8–2              | Kolkheti-1913 Poti | 4-2 | 4-0    |
| Korotan Prevalje       | 0–6              | Basel              | 0-0 | 0-6    |
| Jedinstvo Bihać        | 3–1              | GÍ Gøta            | 3-0 | 0-1    |
| Aberystwyth Town       | 3–4              | Floriana           | 2-2 | 1-2    |
| ÍA Akranes             | 6–3              | Teuta              | 5-1 | 1-2    |
| Jokerit Helsinki       | 7–1              | Narva Trans        | 3-0 | 4-1    |

## Segunda Ronda
| Local ida              | Resultado Global | Local vuelta     | Ida | Vuelta |
| ---------------------- | ---------------- | ---------------- | --- | ------ |
| Perugia                | 1–0              | Pobeda           | 1-0 | 0-0    |
| Duisburgo              | 2–1              | Newry City       | 2-0 | 0-1    |
| Basel                  | 4–2              | Brno             | 0-0 | 4-2    |
| Cementarnica 55 Skopje | 2–3              | Rostselmash      | 1-1 | 1-2    |
| Brann                  | 3–3 (p.)         | Varteks          | 3-0 | 0-3    |
| Rudar Velenje          | 2–4              | Austria Lustenau | 1-2 | 1-2    |
| Lokeren                | 6–2              | ÍA Akranes       | 3-1 | 3-1    |
| MŠK Žilina             | 2–4              | Metz             | 2-1 | 0-3    |
| Copenhague             | 1–4              | Polonia Warszawa | 0-3 | 1-1    |
| Hammarby IF            | 6–2              | Gomel            | 4-0 | 2-2    |
| Ventspils              | 1–3              | Kocaelispor      | 1-1 | 0-2    |
| Qarabağ                | 0–9              | Montpellier      | 0-3 | 0-6    |
| FC Ararat Ereván       | 1–5              | Sint-Truidense   | 0-2 | 1-3    |
| Neuchâtel Xamax        | 0–3              | Vasas            | 0-2 | 0-1    |
| Jokerit Helsinki       | 3–2              | Floriana         | 2-1 | 1-1    |
| Ceahlăul Piatra Neamţ  | 5–2              | Jedinstvo Bihać  | 2-1 | 3-1    |

## Tercera Ronda
| Local ida             | Resultado Global | Local vuelta     | Ida | Vuelta  |
| --------------------- | ---------------- | ---------------- | --- | ------- |
| Espanyol              | 1–4              | Montpellier      | 0-2 | 1-2     |
| Ceahlăul Piatra Neamţ | 1–1 (v.)         | Juventus         | 1-1 | 0-0     |
| Trabzonspor           | 4–2              | Perugia          | 1-2 | 3-0 (*) |
| Herenveen             | 4–0              | Hammarby IF      | 2-0 | 2-0     |
| West Ham United       | 2–1              | Jokerit Helsinki | 1-0 | 1-1     |
| Austria Lustenau      | 2–2 (v.)         | Stade Rennais    | 2-1 | 0-1     |
| Hamburgo              | (v.) 3–3         | Basel            | 0-1 | 3-2     |
| Sint-Truiden          | 2–3              | Austria Viena    | 0-2 | 2-1     |
| Varteks               | 2–2 (v.)         | Rostselmash      | 1-2 | 1-0     |
| Kocaelispor           | 0–3              | Duisburgo        | 0-3 | 0-0     |
| Lokeren               | 2–2 (v.)         | Metz             | 1-2 | 1-0     |
| Polonia Warszawa      | 4–1              | Vasas            | 2-0 | 2-1     |

(*) = Declaración y confiscación.

### Ceahlăul Piatra Neamţ - Juventus
| 18 de julio de 1999 | Ceahlăul Piatra Neamţ | 1:1 | Juventus        | Stadionul Ceahlăul, Stadionul Ceahlăul    |                                           |
|                     | Scânteie 28'          |     | Tacchinardi 58' | Árbitro(s): Dermot Gallagher (Inglaterra) | Árbitro(s): Dermot Gallagher (Inglaterra) |

| 24 de julio de 1999 | Juventus | 0:0 | Ceahlăul Piatra Neamţ | Stadio Dino Manuzzi, Cesena |  |
|                     |          |     |                       | Árbitro(s): Roy Helge Olsen |  |

Global: 1:1 Avanza la Juventus por Regla del gol de visitante

### West Ham United - Jokerit
| 17 de julio de 1999 | West Ham United | 1:0 | FC Jokerit | Boleyn Ground, Londres |  |
|                     | Kitson 18'      |     |            |                        |  |

| 24 de julio de 1999 | FC Jokerit  | 1:1 | West Ham United | Finnair, Helsinki |  |
|                     | Koskela 33' |     | Lampard 70'     |                   |  |

Global: 2:1

## Semifinales
| Local ida       | Resultado Global | Local vuelta     | Ida | Vuelta |
| --------------- | ---------------- | ---------------- | --- | ------ |
| Duisburgo       | 1–4              | Montpellier      | 1-1 | 0-3    |
| Trabzonspor     | 3–6              | Hamburgo         | 2-2 | 1-4    |
| Rostselmash     | 1–9              | Juventus         | 0-4 | 1-5    |
| Stade Rennais   | 4–2              | Austria Viena    | 2-0 | 2-2    |
| West Ham United | 2–0              | Heerenveen       | 1-0 | 1-0    |
| Metz            | 6–2              | Polonia Warszawa | 5-1 | 1-1    |

### Rostov - Juventus
| 28 de julio de 1999 | Rostselmash | 0:4 (0:1) | Juventus                                       | Rostselmash Stadium, Rostov-on-Don                                        |                                                                           |
|                     |             |           | Zambrotta 8' · Inzaghi 66' 88' · Kovačević 68' | Asistencia: 17 000 espectadores Árbitro(s): Arturo Dauden Ibáñez (España) | Asistencia: 17 000 espectadores Árbitro(s): Arturo Dauden Ibáñez (España) |

| 4 de agosto de 1999 | Juventus                                              | 5:1 (1:1) | Rostselmash | Stadio Dino Manuzzi, Cesena                                        |                                                                    |
|                     | Inzaghi 33' 64' 69' · Tacchinardi 48' · Del Piero 75' |           | Duyun 38'   | Asistencia: 17 000 espectadores Árbitro(s): Eric Romain (Bulgaria) | Asistencia: 17 000 espectadores Árbitro(s): Eric Romain (Bulgaria) |

Global: 1:9

### West Ham United - Heerenveen
| 28 de julio de 1999 | West Ham United | 1:0 (1:0) | Heerenveen | Boleyn Ground, Londres                                               |                                                                      |
|                     | Lampard 7'      |           |            | Asistencia: 7485 espectadores Árbitro(s): Edgar Steinborn (Alemania) | Asistencia: 7485 espectadores Árbitro(s): Edgar Steinborn (Alemania) |

| 4 de agosto de 1999 | Heerenveen | 0:1 (0:1) | West Ham United | Abe Lenstra, Heerenveen               |                                       |
|                     |            |           | Wanchope 25'    | Árbitro(s): Pascal Garibian (Francia) | Árbitro(s): Pascal Garibian (Francia) |

Global: 2:0

## Ronda Final
| Local ida       | Resultado Global | Local vuelta  | Ida | Vuelta |
| --------------- | ---------------- | ------------- | --- | ------ |
| Montpellier     | (p.) 2–2         | Hamburgo      | 1-1 | 1-1    |
| Juventus        | 4–2              | Stade Rennais | 2-0 | 2-2    |
| West Ham United | 3–2              | Metz          | 0-1 | 3-1    |

### Campeones
| Bandera de Francia                | Bandera de Italia           | Bandera de Inglaterra              |
| Montpellier H. S. C. (1.º título) | Juventus F. C. (1.º título) | West Ham United F. C. (1.º título) |